# کی‌لاگر

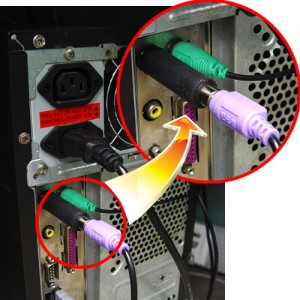
کی‌لاگر

کی‌لاگر، به نرم‌افزارهایی گفته می‌شود که کلیدهای فشرده‌شده بر روی صفحه کلید را ذخیره می‌کنند؛ به صورتی که می‌توان از آن، اطلاعات تایپ شدهٔ کاربران؛ از قبیل رمزهای عبور آن‌ها را سرقت کرد. از کی‌لاگرها می‌توان برای یافتن منابع اشکالات استفاده کرد و نحوه ارتباط کاربران و سیستم، نحوه انجام کار و پیشرفت آن را در بعضی کارهای اداری مورد بررسی قرار داد. کی‌لاگرها به‌طور گسترده در اینترنت در دسترس هستند.

## انواع[۱]
کی‌لاگر‌ها به دو دسته سخت‌افزاری و نرم‌افزاری تقسیم می‌شوند. انواع نرم‌افزاری کی لاگر در قالب یک نرم‌افزار بر روی دستگاه نصب و به صورت مخفیانه اجرا می‌شوند.
کی لاگر سخت‌افزاری
کی‌لاگر سخت‌افزاری معمولا یک چیپ و یا سیم است که به کامپیوتر و یا لپ‌تاپ فرد مورد نظر وصل می‌شود؛ اما به راحتی نیز قابل برداشتن است.
این نوع کی‌لاگر اغلب توسط کمپانی‌هایی که می‌خواهند بر روی کار کارمندانشان نظارت داشته باشند، مورد استفاده قرار می‌گیرد. برخلاف کی‌لاگر‌های نرم‌افزاری، این نوع کی‌لاگر به بایوس سیستم متصل شده و از زمان روشن شدن کامپیوتر، اطلاعات را ثبت می‌کند.
نوع سخت‌افزاری:
• ابزاری که به شکل یک صفحه کلید عادی ارائه می‌شود.
• ابزاری که به کابل کیبورد متصل می‌شود.
• ابزاری که داخل کیبورد قرار می‌گیرد.

## کاربرد

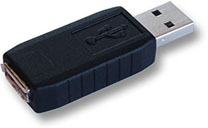
این یک کی لاگر USB مبتنی بر سخت افزار است.

کی‌لاگرها را می‌توان هم به صورت نرم‌افزاری و هم به صورت سخت‌افزاری مورد استفاده قرار داد. ابزار سخت‌افزاری عموماً به ۳ شکل در دسترس هستند: ابزاری که به کابل صفحه‌کلید متصل می‌شوند، ابزاری که داخل صفحه‌کلید قرار می‌گیرند و ابزاری که همانند قطعات معمول صفحه‌کلید هستند و جایگزین آن‌ها می‌گردند. نوع اول به راحتی قابل شناسایی و به راحتی قابل نصب است ولی نوع دوم و سوم نیاز به دسترسی بیشتر به صفحه‌کلید دارند و به راحتی قابل شناسایی نیستند.
طرز کار کی‌لاگر اینگونه است که آنها اطلاعات را جمع آوری می‌کنند و برای شخص ثالث ارسال می‌کنند. ضربه کلید نحوه «صحبت کردن» شما با کامپیوتر را نشان می‌دهد. هر ضربه کلید سیگنالی را منتقل می‌کند و به برنامه‌های کامپیوتر شما می‌گوید که دقیقا شما چه کاری می‌خواهید انجام دهید.
این دستورها ممکن است شامل موارد زیر باشد:
• طول فشار کلید
• زمان فشار کلید
• سرعت فشار دادن کلید
• نام کلید مورد استفاده

## اهداف کی‌لاگر[۳]
کی‌لاگر‌ها نه تنها در کامپیوتر‌ها وجود دارند بلکه می‌توان آن‌ها را در تلفن‌ها یا تبلت‌های هوشمند نیز مشاهده کرد. این ابزار‌ها توسط طراحان با اهداف متعددی، چون خالی کردن حساب بانکی یا هر هدف دیگری منتشر می‌شوند و اهداف زیر از اصلی‌ترین موارد است:
• جمع‌آوری و ارسال اطلاعات مهم مانند پسورد و اطلاعات حساب بانکی یا ارز دیجیتال
• مانیتور کردن سیستم قربانی: هر چیزی که برای دیگران تایپ کنید مانند نامه یا پیام‌هایی که ارسال می‌کنید، در این نرم افزار ثبت می‌شود. پس به راحتی می‌توان اقدام به مانیتور و جاسوسی کرد. اگر کسی توانسته باشد کی لاگر را روی کامپیوتر شما نصب کند احتمالاً به دیگر فایل‌های موجود روی کامپیوتر شما هم می‌تواند دسترسی داشته باشد، اما نه از طریق کی لاگر. چرا که کی لاگر فقط چیز‌هایی که تایپ می‌کنید را ثبت می‌کند.
• استفاده از اطلاعات برای باج گیری
• استفاده از اطلاعات بانکی برای خالی کردن حساب: نفوذگر سعی می‌کند به اطلاعات بانکی شما مانند نام کاربری و رمز عبورتان (در سامانه بانکداری اینترنتی) دست یابد و سپس اقدام به سرقت از حساب بانکی شما بکند.
با وجود اینکه اغلب از کی‌لاگر برای دزدی و کار‌های غیرقانونی استفاده می‌شود، این ابزار کاربرد‌های مثبت اندکی نیز دارد؛ برای مثال والدین و یا مدیران شرکت می‌توانند از کی‌لاگر برای مانیتور کردن و نظارت بر روی استفاده فرزندان و یا کارمندان از کامپیوتر استفاده کنند؛ اما توجه به این نکته ضروری است که در مورد کارمندها، این کار باید با رضایت آن‌ها مورد انجام قرار بگیرد.
از کی‌لاگر می‌توان برای محافظت و ذخیره‌سازی پسورد‌ها نیز در صورت خراب شدن سیستم‌عامل نیز استفاده کرد.

## راه‌های شناسایی کی لاگر چیست؟[۵]
معمولا بدافزار کی لاگر طوری طراحی می‌شود که به راحتی قابل تشخیص نباشد و کاربران عادی از آن جایی که آیکونی برای این برنامه نمی‌بینند متوجه وجود آن نمی‌شوند. برای تشخیص کی لاگر سخت‌افزاری بهتر است که همه جای کامپیوتر را چک کنید تا از امنیت آن مطمئن شوید. به علاوه اینکه کیبورد خود را از مکان مطمئن خریداری کنید.
یک سری نشانه‌ها می‌توانند نشانه‌های نصب کی لاگر بر روی موبایل یا کامپیوتر شما باشند:
• مشاهده پیام‌های متنی عجیب و غریب که مطمئن هستید خودتان ارسال نکرده‌اید.
• خالی شدن سریع شارژ باتری
• داغ شدن تلفن همراه یا کامپیوتر
• بارگذاری وب‌سایت‌ها با سرعتی کمتر از سرعت همیشگی
• خاموش و روشن شدن غیرطبیعی سیستم آلوده شده
• رفتار‌های عجیب و غیرعادی موس و کیبورد
• نمایش مداوم پیام‌های خطا

تشخیص و شناسایی کی‌لاگر:
• در پروسه‌های در حال اجری دستگاهتان دنبال کی‌لاگر‌ها باشید: مدیریت برنامه‌ها (Task Manager) را باز کنید و دنبال برنامه مشکوکی باشید. برنامه‌ای که نصب نکرده‌اید و در حال اجراست یا برنامه‌ای که شما اجرایش نکرده‌اید، ولی در حال اجرا نشان داده می‌شود
• لاگ‌های دیوار آتش را بررسی کنید: از فایروال برای بررسی هر داده‌ای که به دستگاهتان وارد یا از دستگاهتان خارج می‌شود، استفاده کنید. کی‌لاگر‌ها اطلاعات شما را به مقصد مشخصی ارسال می‌کنند، برای این کار نیاز به اینترنت دارند. هر داده‌ای که از طریق اینترنت از دستگاه شما خارج شود را به وسیله لاگ‌های فایروال می‌توانید بررسی کنید.
• با استفاده از یک آنتی ویروس مطمئن و به روز، کی‌لاگر را شناسایی و حذف کنید.

## یک روش ساده برای مقابله با کی‌لاگرها
این روش از اینجا استخراج شده‌است.
کی‌لاگرهای نرم‌افزاری معمولاً در سطوح پایین سیستم‌عامل کار می‌کنند؛ بدین معنی که از اتفاقات سطح بالا مانند فوکوس روی برنامه‌های مختلف بی‌اطلاع هستند و تنها کلیه کلیدهای فشرده شده را استخراج می‌کنند.
فرض می‌شود شما در رایانه‌‌ای در حال کار هستید که برنامه کی‌لاگر در آن فعال و غیرقابل کشف است. به عنوان مثال در یک کافی نت از اینترنت استفاده می‌کنید.
برای جلوگیری از دزدیده شدن نام و گذرواژه‌هایتان، به ازای هر حرفی که در فیلد کاربر یا گذرواژه تایپ می‌کنید، روی قسمت دیگری از صفحه کلیک کنید تا فوکوس از روی جعبه متن برداشته شود. سپس تعدادی کلید را به صورت تصادفی فشار دهید. پس از این کار، حرف بعدی از نام یا گذرواژه‌تان را وارد کنید. این کار را تا وارد کردن کامل مشخصات ادامه دهید.
با انجام این روش ساده، آنچه در برنامه کی‌لاگر ذخیره می‌شود، تعداد زیادی حروف تصادفی و زیاد است. گر چه اطلاعات شما نیز در این حروف قرار دارد، اما کشف آن‌ها بسیار مشکل است.
این روش نمی‌تواند مانع کی‌لاگرهایی شود که در سطوح بالاتر فعالیت می‌کنند یا مستقیماً مقادیر داخل فیلدها را می‌خوانند.

روش‌های مقابله با کی لاگر چیست؟
خوشبختانه در حالی که کی‌لاگر‌ها می‌توانند به‌طور جدی حریم خصوصی را نقض کنند، مبارزه با آن‌ها دشوار نیست. محافظت در برابر آن‌ها نیازمند سطح دیگری از امنیت برای جلوگیری از دسترسی هکر‌ها به حساب‌های کاربری شما است.
شناساگر کی‌لاگر یا آنتی‌ویروس قدرتمند نصب کنید

از احراز هویت دو مرحله استفاده کنید

از روش مدیریت رمزعبور استفاده کنید

اطلاعات حساس را بدون استفاده از کیبورد فیزیکی وارد کنید